# Usia arida
Usia arida är en tvåvingeart som beskrevs av Baez 1982. Usia arida ingår i släktet Usia och familjen svävflugor. Inga underarter finns listade i Catalogue of Life.